# Orianos brazai
Orianos brazai är en stekelart som beskrevs av John S. Noyes 1990. Orianos brazai ingår i släktet Orianos och familjen sköldlussteklar.
Artens utbredningsområde är Filippinerna. Inga underarter finns listade i Catalogue of Life.